# 파이서브 포럼
파이서브 포럼(영어: Fiserv Forum)은 미국 위스콘신주 밀워키에 위치한 실내 경기장이다. NBA 밀워키 벅스의 홈경기장으로 사용되고 있다.

## 갤러리

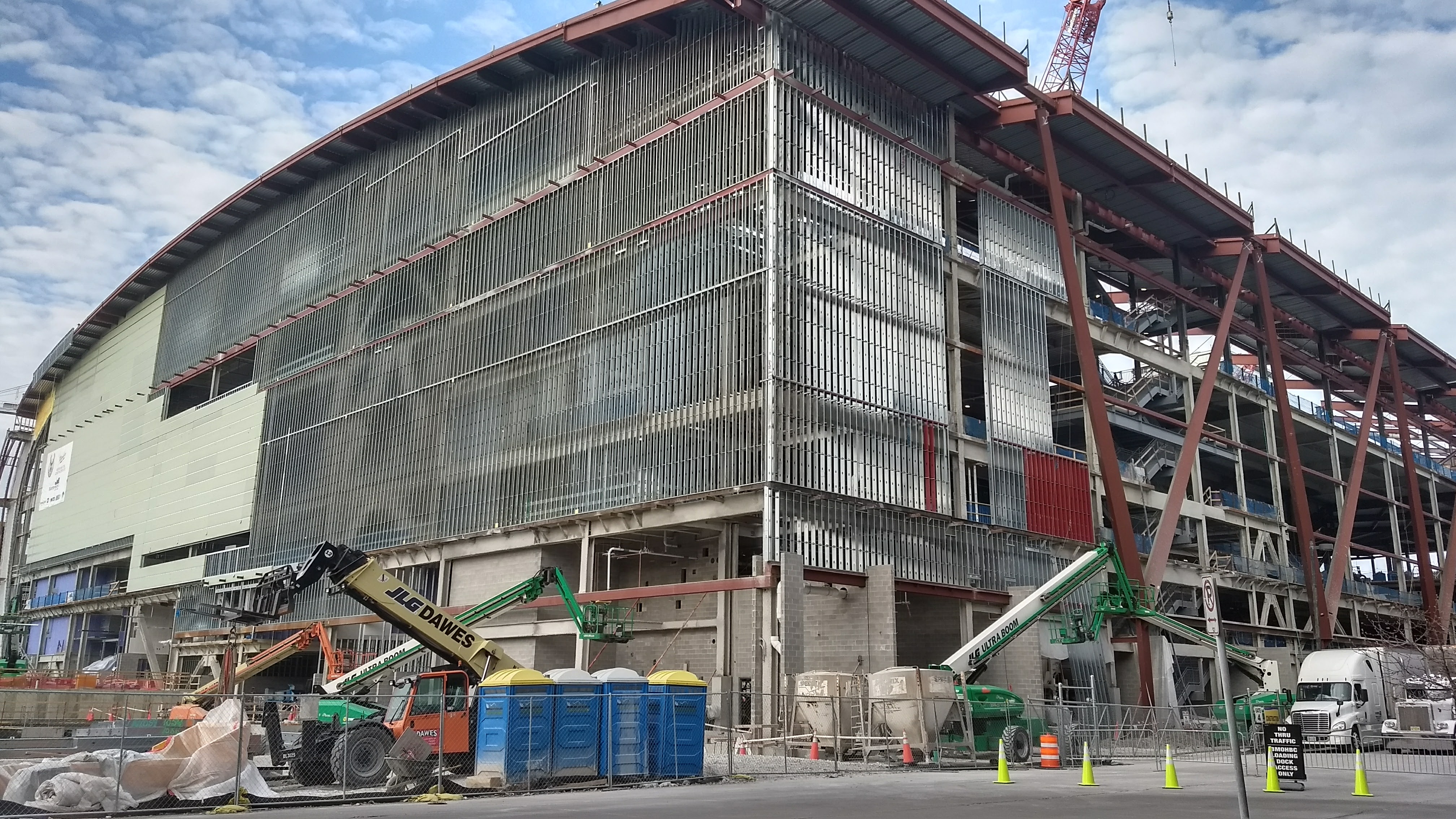
Die Baustelle im Mai 2017
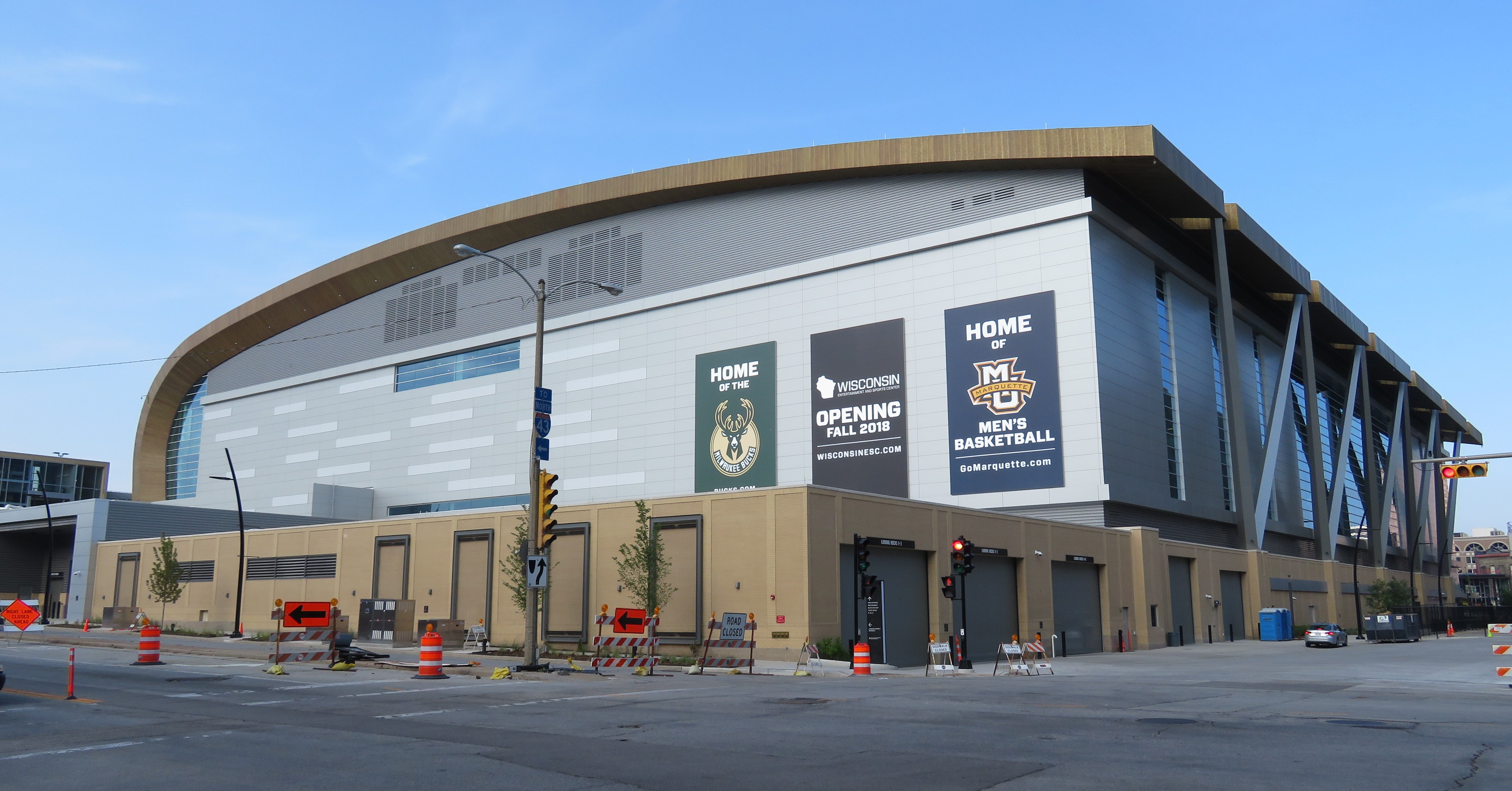
Die Südwestseite des Fiserv Forum (Juli 2018)
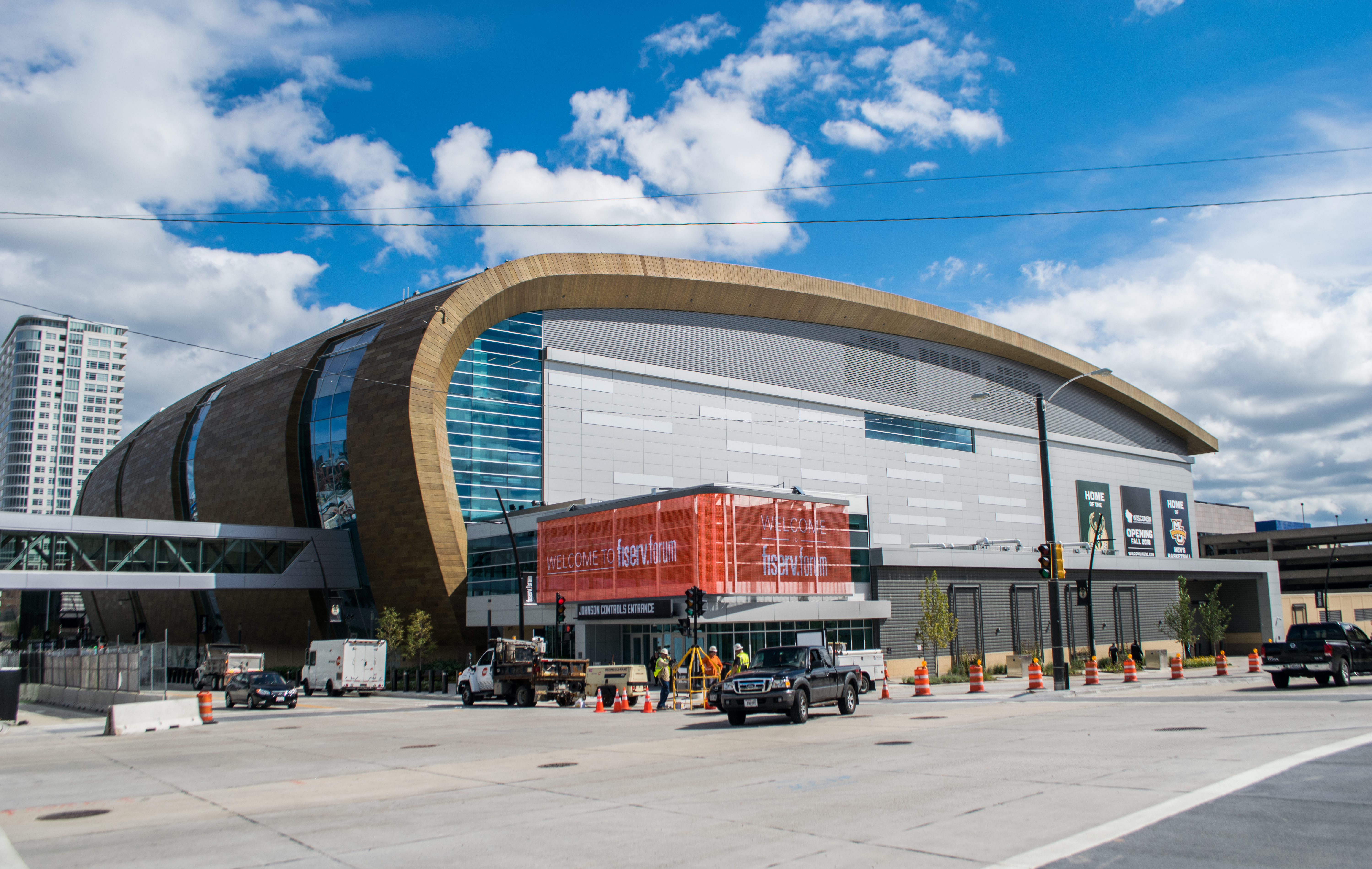
밀워키의 Fiserv 포럼(2018년 9월 노스웨스트 사이드)
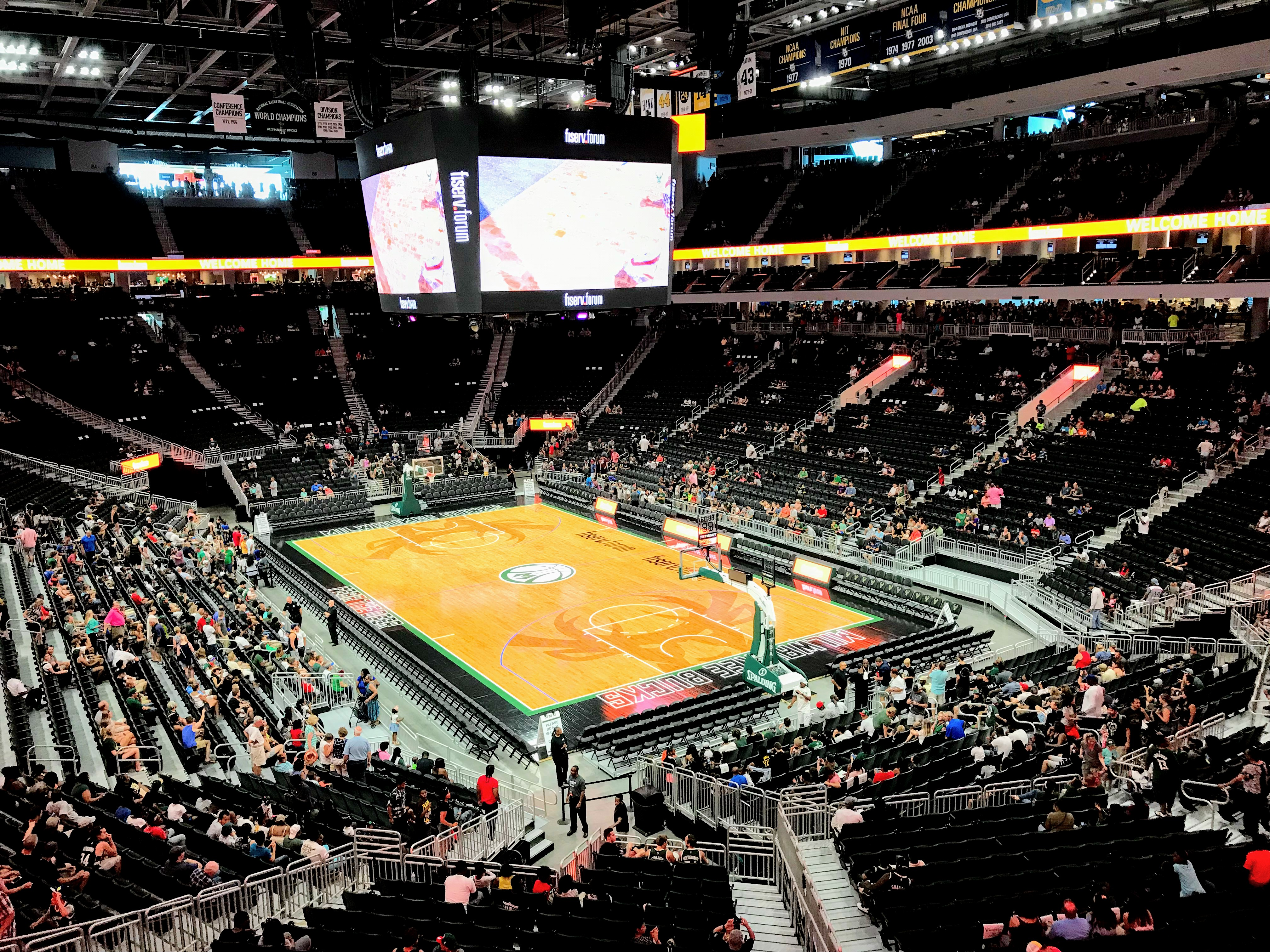
Inside Fiserv Forum
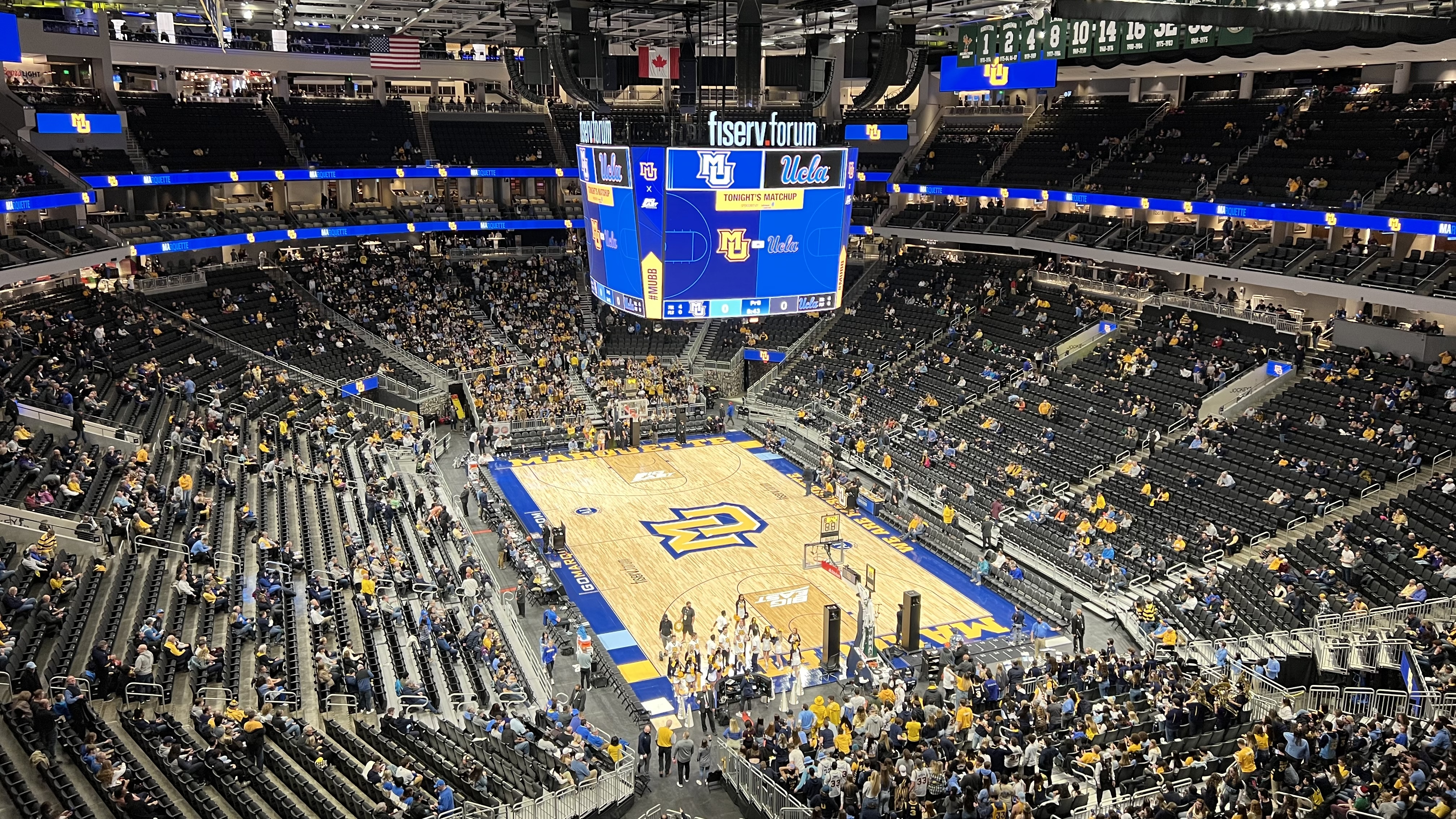
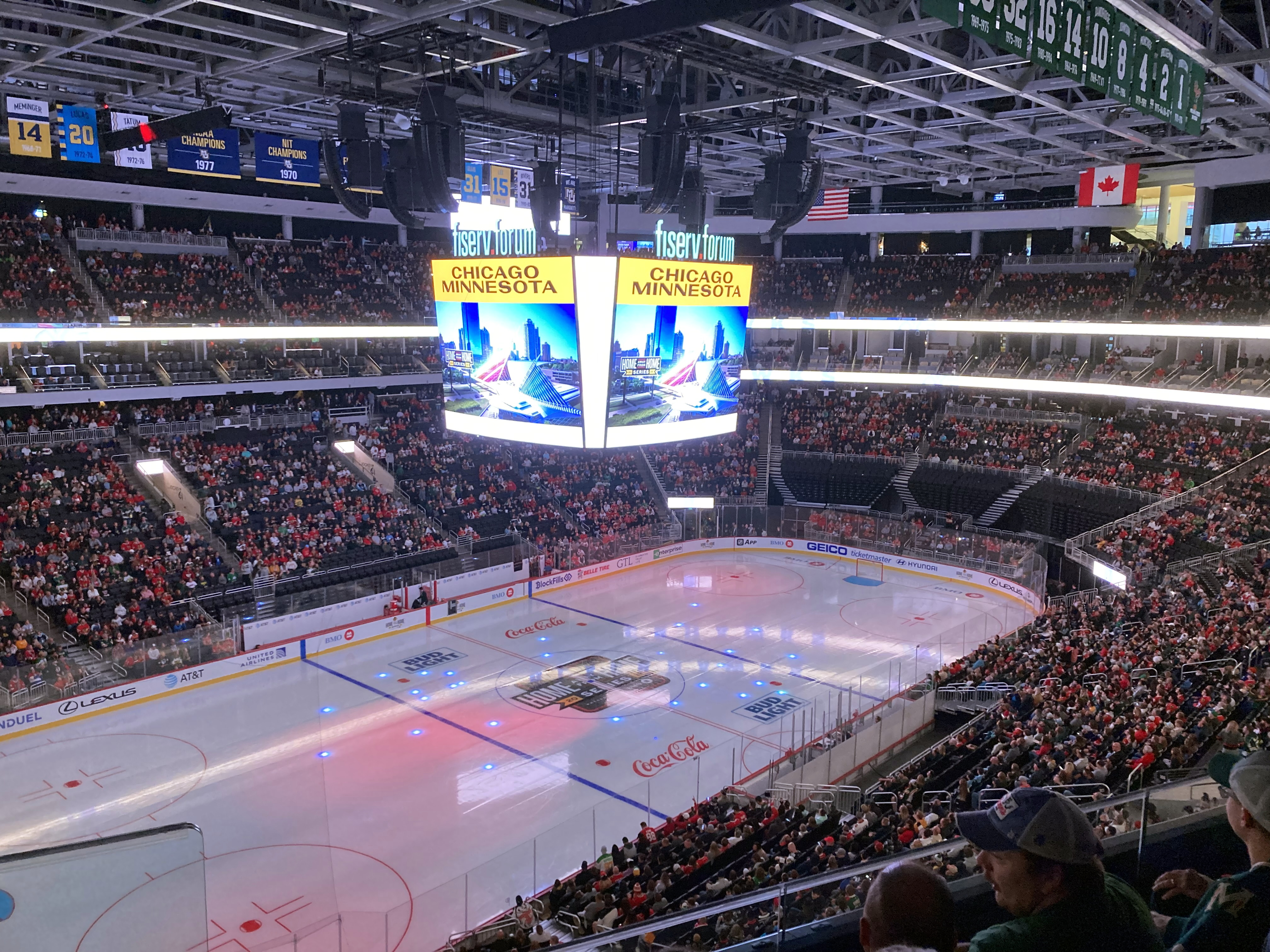
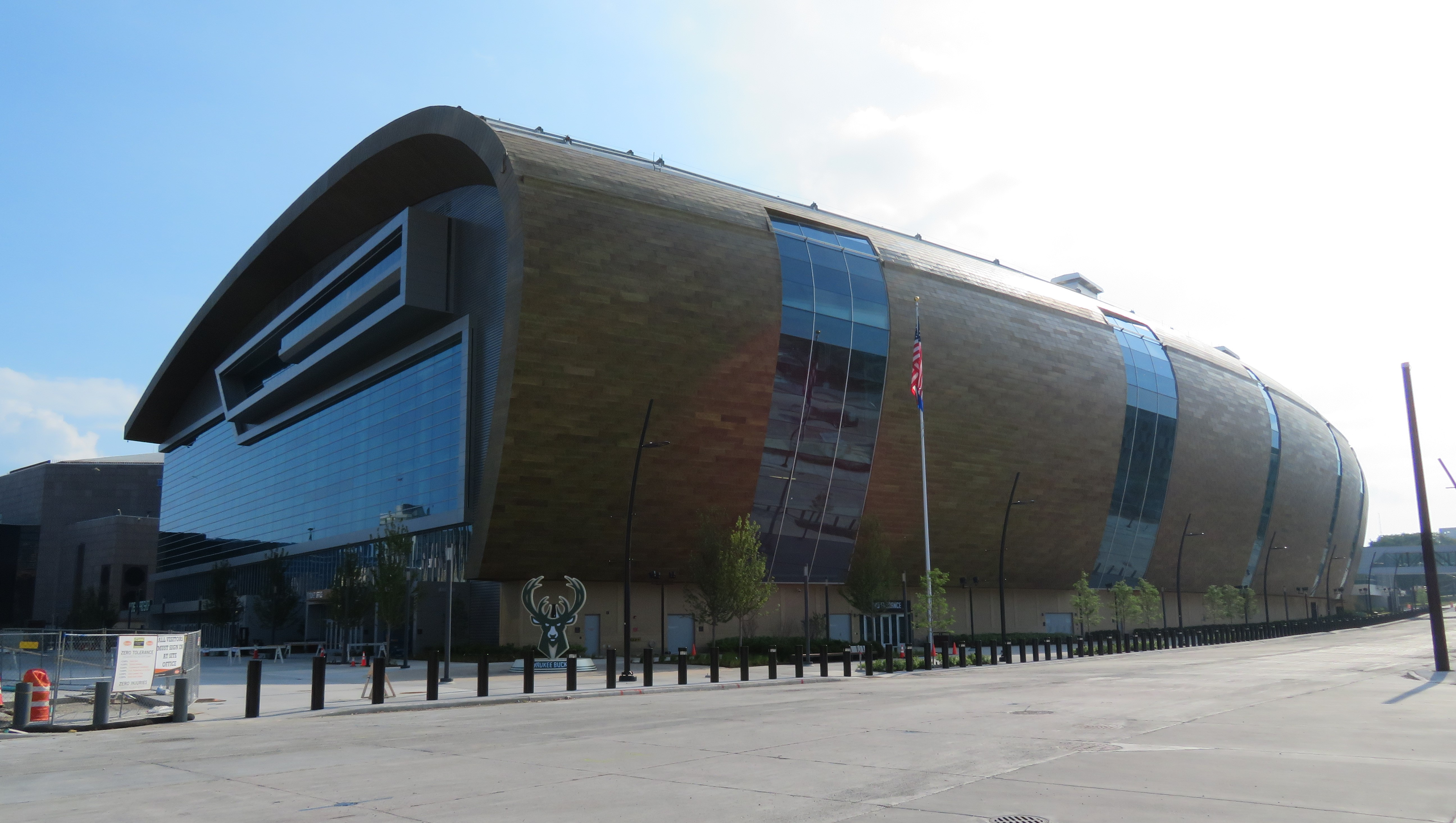